# Аллерингерслебен
Аллерингерслебен (нем. Alleringersleben) — община в Германии, в земле Саксония-Анхальт. 
Входит в состав района Оре. Подчиняется управлению Флехтинген.  Население составляет 449 человек (на 31 декабря 2006 года). Занимает площадь 5,70 км².